# 7 (альбом O.S.T.R.)
7  — шестой альбом польского рэпера O.S.T.R., вышедший 24 февраля 2006 года. В первую неделю после выпуска альбом «7» занял вторую строчку в официальном музыкальном чарте Польши.

## Об альбоме
В состав сборника вошли 22 трека. Вторая версия альбома, в которой песни записаны на двух грампластинках, вышла в свет 2 августа 2007 года. На песню Więcej «Decybeli By Zagłuszyć...» был снят видеоклип
В записи альбома принимали участие специально приглашённые гости. В их числе оказались: польские рэперы Kochan, Hryta и Zeus, рэпер Tame One из США, участники британской хип-хоп группы «Skill Mega» Dan Fresh и Reps.
В целом можно утверждать, что музыкальные критики оценили новый альбом O.S.T.R. положительно. В частности, обозреватель главного интернет-портала Польши Onet.pl Куба Пагинский отмечает, что «7» значительно отличается от всех предыдущих альбомов Островского. По мнению критика, альбом получился менее джазовым, в нём больше экспериментов с электронными инструментами, но также присутствуют и элементы классического хип-хопа.

## Список композиций
| №   | Название                                                | Длительность |
| --- | ------------------------------------------------------- | ------------ |
| 1.  | «Intro»                                                 | 5:37         |
| 2.  | «Uwolnij to w sobie»                                    | 3:21         |
| 3.  | «Klub»                                                  | 4:12         |
| 4.  | «Biegnij»                                               | 2:55         |
| 5.  | «Mówię co widzę»                                        | 3:17         |
| 6.  | «Złość»                                                 | 3:40         |
| 7.  | «Rugby (совместно с Kochan)»                            | 3:13         |
| 8.  | «O robieniu bitów»                                      | 2:21         |
| 9.  | «Otwieram drzwii»                                       | 4:18         |
| 10. | «Milion Euro»                                           | 3:28         |
| 11. | «Wydaj mnie (совместно с Hryta)»                        | 3:51         |
| 12. | «Opowieść»                                              | 3:06         |
| 13. | «Kioskowy skit»                                         | 1:29         |
| 14. | «Polskie komedie»                                       | 2:49         |
| 15. | «... (Zapomniałem Tytułu)»                              | 4:03         |
| 16. | «Więcej decybeli by zagłuszyć... (совместно с Zeus)»    | 5:36         |
| 17. | «PRL kontrast»                                          | 3:57         |
| 18. | «Co się u nas dzieje»                                   | 2:38         |
| 19. | «Perfect City (совместно с Dan Fresh, Reps и Tame One)» | 3:35         |
| 20. | «Czy warto»                                             | 3:18         |
| 21. | «Jedna chwila»                                          | 3:52         |
| 22. | «Ku krytyce»                                            | 3:00         |

- 1) Номер в каталоге Asfalt Records:
- обычная версия: AR-C49[4];
- версия на грампластинках (2 винила): AR-W49[5]
- 2) Дистрибьютор: EMI Music Poland
- 3) Формат: CD или винил